# George Kollias
Giorgos « George » Kollias (grec moderne : Γεώργιος « Γεωργι » Κόλλιας ; né le 30 août 1977) est un batteur grec de heavy metal  principalement connu pour son travail avec le groupe américain de death metal technique Nile. Il est le premier batteur de Nile à avoir interprété toutes les chansons de plus d'un album studio (il a joué sur tous les albums du groupe depuis Annihilation of the Wicked). 
Parmi ses sponsors figurent les cymbales Zildjian, Evans, Vic Firth et Axis Pedals, avec qui il sort ses pédales de grosse caisse,. En plus d'être le batteur de Nile, il enseigne la batterie à l'école de musique moderne d'Athènes.

## Biographie
Kollias est né à Corinthe. Il commence à jouer de la batterie en autodidacte à l'âge de 12 ans, en reprenant des chansons de ses groupes préférés comme Sepultura et Slayer. Vers 1999, il commence à prendre des cours de batterie avec le batteur grec Yannis Stavropoulos, qui a eu une grande influence sur Kollias.
Ses premières inspirations incluent Lars Ulrich, Richard Christy, Paul Bostaph, Pete Sandoval, Dave Lombardo, Igor Cavalera, Gene Hoglan. Plus tard, ses goûts se sont élargis à d'autres batteurs comme Vinnie Colaiuta, Dave Weckl, Steve Gadd, Thomas Lang et Mike Mangini,.
Il a précédemment joué de la batterie pour Sickening Horror, un groupe de death metal. Il a également fait partie du groupe grec de death metal mélodique Nightfall, qu'il quitte en 2005 pour rejoindre Nile. Kollias réalise un DVD d'apprentissage de la batterie intitulé Intense Metal Drumming, sorti en juillet 2008,.
Il a un frère nommé Iraklis Kollias, qui était le guitariste du groupe Extremity Obsession.

## Technique
Kollias utilise une technique de pied qui se situe entre le talon haut et le talon bas. Ses talons restent près de la base des pédales, mais seuls ses orteils et la plante de ses pieds touchent réellement le pédalier. Tout le poids de ses jambes repose sur les boules de ses pieds. Lorsqu'il joue à un rythme plus lent, les jambes de Kollias effectuent la majeure partie du mouvement d'un coup de pied, montant et descendant autant que la pédale elle-même. Cependant, à mesure que sa vitesse augmente, les talons de ses pieds bougent de moins en moins, jusqu'à ce que le rythme soit suffisamment élevé pour que tout le mouvement des pédales provienne de ses chevilles. Lorsqu'il atteint une telle vitesse, il utilise une technique de pivotement. Dans cette technique, il utilise ses pieds pour compter les battements qu'il a atteints, en déplaçant ses chevilles du côté droit de la pédale, puis en les faisant basculer de l'autre côté de la pédale. 
Ainsi, comme il l'explique, il utilise l'énergie supplémentaire que les jambes gaspillent lorsqu'elles travaillent si dur.

## Discographie
- 1996 : Extremity Obsession – Extremity Obsession (démo)
- 1997 : Extremity Obsession – Everlasting (démo)
- 2003 : Nightfall – I Am Jesus (Black Lotus Records)
- 2003 : Sickening Horror – Promo 2003 (auto-publié)
- 2004 : Nightfall – Lyssa / Rural Gods and Astonish Punishments (Black Lotus Records)
- 2004 : The Circle of Zaphyan – Flesh Without Soul (Eigenproduktion)
- 2005 : Nile – Annihilation of the Wicked (Relapse Records)
- 2007 : Sickening Horror – When Landscapes Bled Backwards (Neurotic Records)
- 2007 : Nile – Ithyphallic (Nuclear Blast)
- 2007 : Nile – Papyrus Containing the Spell to Preserve Its Possessor Against Attacks from He Who is in the Water (single) (Nuclear Blast)
- 2009 : Nile – Those Whom the Gods Detest (Nuclear Blast)
- 2012 : Nile – At the Gate of Sethu (Nuclear Blast)
- 2013 : Týr – Valkyrja (Metal Blade)
- 2013 : Ade – Spartacus (Blast Head Records)
- 2015 : George Kollias – Invictus
- 2015 : Nile – What Should Not Be Unearthed (Nuclear Blast)
- 2019 : Nile – Vile Nilotic Rites (Nuclear Blast)